# Patrick Henri de Rham
 (août 2023).
La mise en forme du texte ne suit pas les recommandations de Wikipédia : il faut le « wikifier ».
Les points d'amélioration suivants sont les cas les plus fréquents. Le détail des points à revoir est peut-être précisé sur la page de discussion.
- Les titres sont pré-formatés par le logiciel. Ils ne sont ni en capitales, ni en gras.
- Le texte ne doit pas être écrit en capitales (les noms de famille non plus), ni en gras, ni en italique, ni en « petit »…
- Le gras n'est utilisé que pour surligner le titre de l'article dans l'introduction, une seule fois.
- L'italique est rarement utilisé : mots en langue étrangère, titres d'œuvres, noms de bateaux, etc.
- Les citations ne sont pas en italique mais en corps de texte normal. Elles sont entourées par des guillemets français : « et ».
- Les listes à puces sont à éviter, des paragraphes rédigés étant largement préférés. Les tableaux sont à réserver à la présentation de données structurées (résultats, etc.).
- Les appels de note de bas de page (petits chiffres en exposant, introduits par l'outil «  Source ») sont à placer entre la fin de phrase et le point final[comme ça].
- Les liens internes (vers d'autres articles de Wikipédia) sont à choisir avec parcimonie. Créez des liens vers des articles approfondissant le sujet. Les termes génériques sans rapport avec le sujet sont à éviter, ainsi que les répétitions de liens vers un même terme.
- Les liens externes sont à placer uniquement dans une section « Liens externes », à la fin de l'article. Ces liens sont à choisir avec parcimonie suivant les règles définies. Si un lien sert de source à l'article, son insertion dans le texte est à faire par les notes de bas de page.
- La présentation des références doit suivre les conventions bibliographiques. Il est recommandé d'utiliser les modèles {{Ouvrage}}, {{Chapitre}}, {{Article}}, {{Lien web}} et/ou {{Bibliographie}}. Le mode d'édition visuel peut mettre en forme automatiquement les références.
- Insérer une infobox (cadre d'informations à droite) n'est pas obligatoire pour parachever la mise en page.

Pour une aide détaillée, merci de consulter Aide:Wikification.
Si vous pensez que ces points ont été résolus, vous pouvez retirer ce bandeau et améliorer la mise en forme d'un autre article.
Patrick Henri de Rham, né à Lausanne le 15 avril 1936 et mort à Lausanne le 3 décembre 2022, est un biologiste suisse.
Il travaille pour des organisations internationales de conservation de la nature. Également aquariophile, il entreprend des voyages de prospection scientifique. Il est notamment à l’origine de nombreuses découvertes ichtyologiques à Madagascar,.

## Biographie
Patrick de Rham est né à Lausanne en Suisse en 1936. Durant la Seconde Guerre mondiale, il séjourne principalement à Bledlow, un petit village anglais à un peu plus d’une heure de Londres où son père[réf. nécessaire] est alors premier secrétaire de l’Ambassade de Suisse à Londres.
Après la guerre, de retour à Lausanne, il poursuit sa scolarité en Suisse, puis entreprend des études de biologie à l’Université de Lausanne et obtient une licence en zoologie et botanique systématique. Après un stage à l’institut de géobotanique de l’École polytechnique fédérale de Zurich, il s’installe avec sa femme Anne de Preux, écrivaine, (ils auront trois filles) en Côte d’Ivoire au Centre suisse de recherche scientifique alors intégré au site de l’Office de la recherche scientifique et technique d’outre-mer français (ORSTOM). Il y mène les recherches nécessaires à sa thèse sur le cycle de l’azote dans les sols des forêts, savanes et cultures tropicales. Il travaille quelque temps à l’Union internationale pour la conservation de la nature (UICN) à Morges puis à la Coopération technique suisse à Berne.
Ensuite, Patrick de Rham passe six mois à Djakarta dans le cadre d’une mission UNESCO puis il se rend avec sa famille pour deux ans au Kenya, toujours pour l’UNESCO. Il passera quatre ans au Pérou où il est mandaté par la Coopération technique suisse en qualité de conseiller pour la Direction générale des forêts et de la faune du Pérou. Plus tard, il voyagera dans diverses régions du monde en tant que consultant indépendant,.
En parallèle à ses activités professionnelles, Patrick de Rham a une activité soutenue de recherche ichtyologique et s’adonne à l’aquariophilie. Il arpente les cinq continents pour y observer leur faune et découvrir des espèces de poissons alors inconnues de la science. Il organise de nombreuses expéditions avec son compagnon de voyage Jean-Claude Nourissat. Ensemble ils prospectent principalement l’Amérique centrale et Madagascar,.
Patrick de Rham était membre correspondant du Muséum d’histoire naturelle de Genève et contribua à enrichir ses collections ichtyologiques. Il était également membre de nombreuses associations aquariophiles, notamment de l’Association France Cichlid dont il est membre d’honneur.

## Contributions scientifiques
Patrick de Rham est à l’origine de nombreuses découvertes d’espèces de poissons. Il découvre par exemple l’espèce de cichlidé nain Apistogramma nijenssi. En compagnie de son ami Jean-Claude Nourissat, il contribue à développer les connaissances scientifiques des poissons d’eau douce de Madagascar, en particulier des cichlidés. En effet, ils découvrent, entre autres, Paretroplus menarambo et Paretroplus nourissati. Leur livre «Les Cichlidés endémiques de Madagascar» fait état de leurs travaux sur les cichlidés de la Grande Île,.

## Poissons nommés en l’honneur de Patrick de Rham
- Aequidens patricki Kullander 1984[14].
- Anablepsoides derhami (Fels & Huber 1985)[15].
- Rheocles derhami Stiassny & Rodriguez 2001[16].
- Derhamia hoffmannorum Géry & Zarske 2002[17].
- Cyphocharax derhami Vari & Chang 2006[18].
- Nothobranchius derhami Valdesalici & Amato 2019[19].

## Publications
Notamment :
- Jacques Géry et Patrick de Rham, « Un nouveau poisson Characidé endémique du bassin du Rio Tumbès au nord du Pérou, Chilobrcon deuterodon n.g. sp. », Revue française d’aquariologie, no 8,‎ 1981, p. 7-12
- Jean-François Fels et Patrick de Rham, « Récentes collectes de Rivulus (Cyprinodontidés) au Pérou, avec description de six nouvelles espèces », Revue française d’aquariologie, no 8,‎ 1981, p. 65-66 et 97-106
- Patrick de Rham et Sven O. Kullander, « Apistogramma nijsseni Kullander un nouveau Cichlidé nain pour l’aquarium », Revue française d’aquariologie, no 9,‎ 1983, p. 97-104
- Patrick de Rham, « Le Cichlidé de l’extrême, Orechromis alcalicus grahami », Revue française des Cichlidophiles, no 83,‎ novembre 1988, p. 13-23
- Patrick de Rham, « Pseudocrenilabrus du Kenya », Revue française des Cichlidophiles, no 88,‎ avril 1989, p. 4-10
- (en) Patrick de Rham, Summary report on the freshwater fishes and aquatic ecosystems observed in Belize with special reference to Shipstern Nature Reserve and Whitewater Lagoon, International Tropical Conservation Fondation, 1990, 21 p.
- Patrick de Rham, « Guatemala, avril-mai 1989 », Aquarama, no 114,‎ juillet 1990, p. 23-31
- Patrick de Rham, « Safaris poissons au Kenya, 1re partie », Aquarama, no 120,‎ juillet 1991, p. 31-44
- Patrick de Rham, « Safaris poissons au Kenya, 2e partie », Aquarama, no 121,‎ septembre 1991, p. 21-30
- Jean-Claude Nourissat et Patrick de Rham, « Madagascar », Aquarama, no 125,‎ mai 1992, p. 6-16
- Patrick de Rham, « Breeding the Lamena, a new cichlid from Madagascar », Cichlid news,‎ janvier 1995, p. 14-17
- Patrick de Rham et W.E. Lourenço (éd.) (éd.), « Poissons des eaux intérieures de Madagascar », Biogéographie de Madagascar,‎ 1996, p. 423-440
- Patrick de Rham, « Aequidens patricki, mon cichlidé », Aqua plaisir, no 31,‎ janvier 1999, p. 60-67
- Patrick de Rham, « « Mon » Cichlidé, Aequidens patricki Kullander 1984 », Revue française des Cichlidophiles, no 195,‎ janvier 2000, p. 7-14
- Patrick de Rham, « Les Pachypanchax, Killies de Madagascar », Aqua plaisir, no 47,‎ juin 2000, p. 28-33
- Patrick de Rham, « Le « goujon » de Praslin, Biotope de Pachypanchax playfairii (Günter 1866) », Aqua plaisir, no 70,‎ septembre 2002, p. 38-43
- Patrick de Rham et Jean-Claude Nourissat, Les cichlidés endémiques de Madagascar, St. Julia, France, Association France Cichlid, 2002, 189 p. (ISBN 2-9513502-1-X)
- Patrick de Rham, « Avec Jean-Claude… », Aqua plaisir, no 85,‎ janvier 2004, p. 40-44
- Patrick de Rham et Jean-Claude Nourissat, The Endemic Cichlids of Madagascar, St. Julia, France, Association France Cichlid, 2002, 189 p. (ISBN 2-9513502-1-X)
- Patrick de Rham, « Nicaragua, Les Cichlidés du grand lac Cocibolca », Aqua plaisir, no 92,‎ septembre 2004, p. 44-49
- Patrick de Rham, « Macropodus ocellatus, Le macropode de Chine », Aqua plaisir, no 109,‎ juin 2006, p. 28-33
- Patrick de Rham, « Les Cichlidés du río Huacamayo, Tahuantinsuyoa macantzatza », Aqua plaisir, no 112,‎ octobre 2006, p. 20-23
- Patrick de Rham, « Jacques Géry & « L’aquarium et les Poissons » », Aqua plaisir, no 122,‎ septembre 2007, p. 30-31
- Patrick de Rham, « Le Bleher des Discus! », Aqua plaisir, no 125,‎ décembre 2007, p. 18-19
- Patrick de Rham, « À la découverte des Cichlidés de Madagascar », Aqua mag, no 16,‎ 2012, p. 54-57
- Patrick de Rham, « Le killi de l'île de Mafia, Nothobranchius korthausae », Aquafauna, no 144,‎ septembre 2016, p. 8-17
- Patrick de Rham, « Une reproduction de Paretroplus kieneri », Revue française des Cichlidophiles, no 370,‎ juin 2017, p. 5-11
- Patrick de Rham, « Le crocodile, le Nikon et le colonel », Revue française des Cichlidophiles, no 373,‎ novembre 2017, p. 5-29
- Patrick de Rham, « Péten, Guatemala 1989 », Revue française des Cichlidophiles, no 404,‎ décembre 2020, p. 8-30
- Patrick de Rham, « Le Rivulus de Tingo Maria 1977-2021 », Killi Revue, la revue du Killi Club de France, nos 2022-04,‎ juillet-août 2022